# Sergio Canamasas

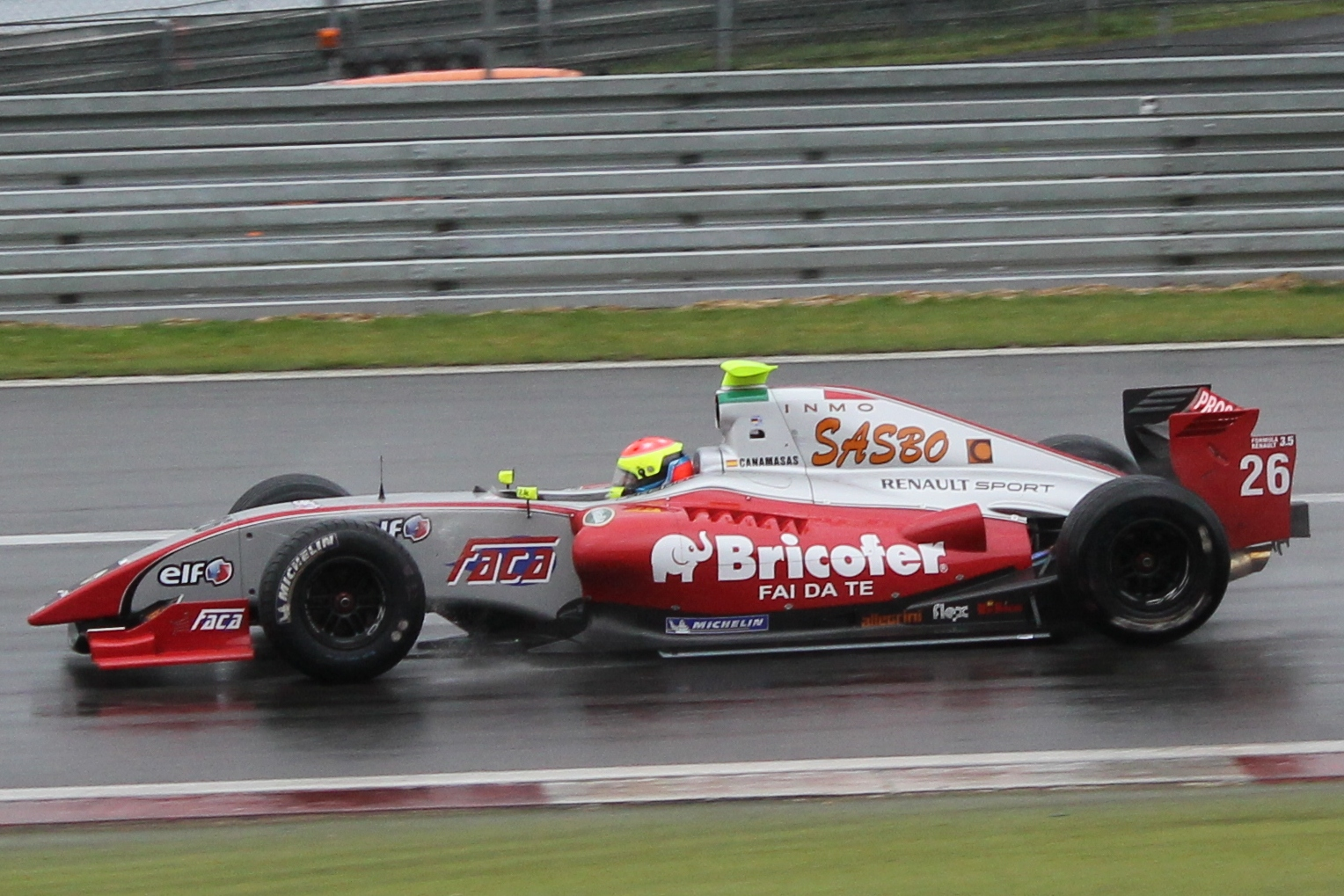
Sergio Canamasas i Formula Renault 3.5 Series på Nürburgring 2011.

Sergio Canamasas Español, född 3 april 1986 i Madrid, är en spansk racerförare.

## Racingkarriär
Canamasas började sin formelbilskarriär 2007, då han tävlade i Spanska F3-mästerskapet i Copa de España-klassen. Han tog där en pallplats och slutade totalt åtta. 2008 stannade han i Spanska F3-mästerskapet, men denna gång tävlade han i den "stora" klassen. Han tog inga poäng under de fjorton tävlingar som han körde, utan återvände till serien även 2009. Till denna säsong bytte serien namn till European F3 Open Championship och Canamasas slutade sexa med tre pallplatser för Emilio de Villotas team.
Till säsongen 2010 flyttade han upp till Formula Renault 3.5 Series med FHV Interwetten.com tillsammans med 2009-års mästare i European F3 Open Championship, Bruno Méndez. Han lyckades inte ta några topplaceringar, och heller inga poäng. Till säsongen 2011 bytte han team, till det nytillkomna BVM–Target och gjorde med dessa en mycket starkare säsong än det föregående året. På Hungaroring tog han sin första pallplacering, en tredjeplats, i det första racet, vilket han följde upp genom att ta pole position i det andra racet. Han tappade sedan några placeringar under loppets gång och gick i mål som fyra. När säsongen var över låg han på åttonde plats totalt.
| År                                               | Klass/Mästerskap                         | Team                | Bil                       | Totalt/poäng | Bästa placering              |
| ------------------------------------------------ | ---------------------------------------- | ------------------- | ------------------------- | ------------ | ---------------------------- |
| 2007                                             | Spanska F3-mästerskapet                  | Cetea Sport         | Dallara F300 (FIAT)       | -/0p         | 13:e på Catalunya (Race 1)   |
| 2007                                             | Spanska F3-mästerskapet - Copa de España | Cetea Sport         | Dallara F300 (FIAT)       | 8:a/9p       | 3:a på Catalunya (Race 1)    |
| 2008                                             | Spanska F3-mästerskapet                  | Cetea               | Dallara F308 (FIAT)       | -/0p         | Två trettondeplatser         |
| 2009                                             | European F3 Open Championship            | Emiliodevillota.com | Dallara F308 (FIAT)       | 6:a/54p      | Två andraplatser             |
| 2010                                             | Formula Renault 3.5 Series               | FHV Interwetten.com | Dallara FR35 (Renault)    | -/0p         | 14:e på Magny-Cours (Race 2) |
| 2011                                             | Formula Renault 3.5 Series               | BVM–Target          | Dallara GMP (Nissan VQ35) | 8:a/69p      | 3:a på Hungaroring (Race 1)  |
| Senast uppdaterad: 2012-04-02 (4669 dagar sedan) |                                          |                     |                           |              |                              |